# Адам Голланек

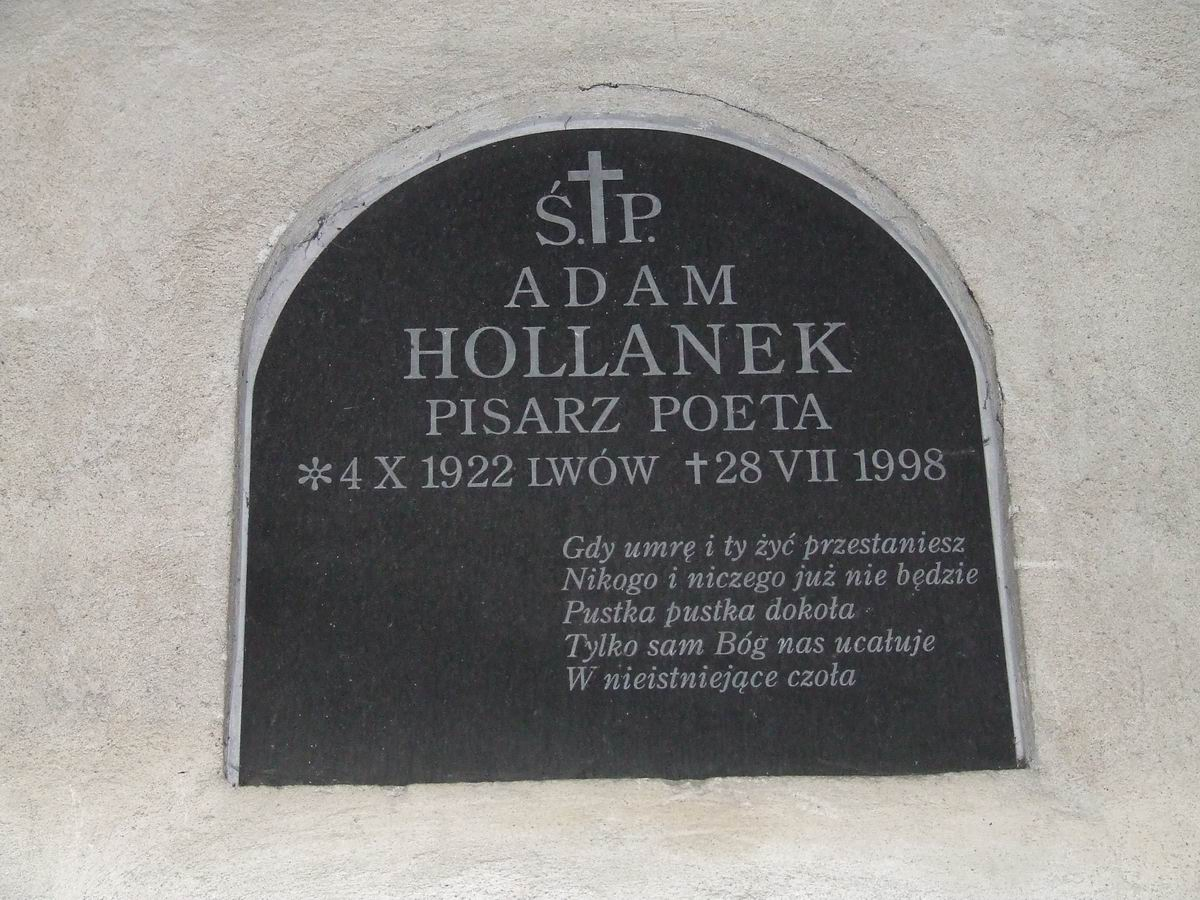
Могила Адама Голланека на Повонзківському цвинтарі у Варшаві.

А́дам Мі́хал Франци́шек Голла́нек (пол. Adam Michał Franciszek Hollanek; * 4 жовтня 1922, Львів — † 28 липня 1998, Закопане) — польський письменник, публіцист, автор детективних і науково-фантастичних творів.

## Біографічні дані
Адам Голланек народився у Львові, на вулиці Рея, 10 (нині Севастопольська). Мав брата Єжи. Навчався у III гімназії імені Стефана Баторія разом із Ришардом Петруським. Брав участь у громадському та культурному житті гімназії. Зокрема, Голланек організував літературний та театральний гуртки, став засновником шкільної газети «Течією Скамандра» («Nurtem Skamandra»). Від жовтня 1939 року до кінця червня 1941 року був учнем Львівської школи № 19 з польською мовою навчання. Вчився разом із Станіславом Скровачевським. У цій школі Голланек організував літературно-мистецький вечір до роковин від дня народження Адама Міцкевича, вів на цьому вечорі конферанс і читав вірші під акомпанемент Скровачевського на піаніно.
Під час німецької окупації Львова Голланек був годувальник вошей в Інституті дослідження плямистого тифу і вірусів  професора Рудольфа Вайґля. Здобувши гімназіальну освіту, навчався в театральній студії Польського театру. Також брав участь у підпільних літературних вечорах. Після того, як Львів увійшов до складу СРСР, Адам Голланек у співпраці з театром організував першу після Другої світової війни постановку «Варшав'янки» Станіслава Виспянського. Дебютував у виданні «Żołnierz Polski».
1945 року Голланек переселився до Кракова, де проживала його мати після Варшавського повстання, в якому загинули батько і брат. Адам Голланек вивчав англійську мову і літературу на гуманістичному факультеті Ягеллонського університету.
У 1945—1946 роках Голланек обіймав посаду директора програм Польського радіо в Кракові. У 1948—1949 роках працював у «Голосі Англії». Згодом, втративши можливість заробляти, публікувався під різними псевдонімами, зокрема, в «Краківській газеті» і в «Польському щоденнику». Переїхавши до Варшави в 1970-му, влаштувався на роботу в газеті «Трибуна люду» Також тривалий час вів рубрику медицини в журналі «Перспективи».
1956 року Голланек почав редагувати додаток на вихідні «Краківської газети», на основі якого у 1958-му постав тижневик «Події». 1982 року Голланек став засновником і головним редактором щомісячника «Фантастика», а 1990 року — щомісячника «Не з цієї землі». У 1990-му звільнився з посади головного редактора «Фантастики» (згодом видання перейменували на «Нову фантастику»), але й надалі регулярно в ній друкувався. Голланек написав близько сорока повістей, романів, науково-популярних книжок і збірок поезій.
Під кінець життя письменник брав активну участь у діяльності Товариства любителів Львова і східних земель.
Був одружений з Евою Голланек. У подружжя були син Адам і дочка Анна, яка опублікувала в часописі «Нова фантастика» статтю «„Фантастика“ на картках записничків Адама Голланека» («Fantastyka» na kartach dzienniczków Adama Hollanka) (2001) й написала передмову до збірки батькових оповідань «Пес мусить вистрелити» (2009). Письменник помер на інфаркт під час відпочинку в Закопаному. Поховали Адама Голланека на Повонзківському цвинтарі у Варшаві.

## Творчість
Адам Голланек почав писати вірші ще в школі. Під час німецької окупації Львова він належав до літературного гуртка, яким керував Мирослав Жулавський. 1943 року Тадеуш Голлендер, ще один літературний наставник Голланека, віз добірку найкращих віршів поета-початківця до Варшави, щоб там подати її до друку, але потрапив у руки гестапо й загинув. Добірку втрачено. До поезії Голланек повернувся вже на старість, опублікувавши три томики віршів «Покаяння» (1987), «Я — кінь, я єврей» (1995) і «Ландшафти» (1996).
Друкуватись Адам Голланек розпочав у галузі науково-популярної літератури, розрахованої передусім на школярів. Писав про різні галузі науки. 1954 року вийшли у світ його дві книжки «Вугілля — наше чорне золото» й «Невидимі армії капітулюють» — відповідно, на тему гірничодобувної промисловості та медицини. На медичну тематику написано також книжки «Продам смерть» (1961) і «Безсмертя на замовлення?» (1973). У «Скарбах з полиском» (1956) йдеться про металургію, а в книжці «Вода — великий будівник» — про гідроенергетику.
Як автор науково-фантастичних творів, Голланек дебютував у 1958-му романом «Катастрофа на „Сонці Антарктиди“», яка до 1985 року вийшла в Польщі ще п'ятьма виданнями.
Наукова фантастика у творчості Адама Голланека часто виконує допоміжну роль у поширенні знань про людину. В «Катастрофі на „Сонці Антарктиди“» ми знаходимо, з одного боку, гіпотетичні ідеї про суспільні негарзди в соціалістичних країнах, а з другого боку — ідею прискорювача думок, який керує мисленням, враженнями й відчуттями людини, як і всією фізіологією. Цей мотив повертається у базованому на теорії Ейнштейна «Злочині великої людини», а також у збірці «Коханий із Місяця» (оповідання «Пункт» і «Апарат теж хоче жити») й безпосередньо пов'язується з класичними питаннями про безсмертя, про межі свободи індивідів і суспільств, з твердженням, що намагання силоміць досягти досконалості спричиняє розпад психічного і фізичного існування. Ще один істотний мотив катастрофи — це її дистопійна засада: в іронічному описі розкошів технологічного раю, нестійкого від соціальних та екологічних потрясінь, домінує думка, що людина — попри всі зміни в її свідомості — залишається такою самою з її поривами, захопленнями і мріями.
Стрижень твору — це суперечність програми терористів і тез про вільний, нічим не обмежуваний розвиток людини і суспільства. В повістях «Осяяння» та «Кохати без шкіри» подано також концепцію третього способу існування — як своєрідного антидоту на жахіття й загрози нашого світу. Таке припущення сформульовано в глузливому оповіданні про єті «Вони вже тут» і розвинено в повісті «Кохати без шкіри». Але третій стан існвання — це тільки глуха вуличка розвитку цивілізації, тоді як Адам Голланек шукає меж моральних компромісів («Ще трохи пожити») й водночас застерігає проти силової матеріалізації жадібності й амбіції. Така матеріалізація мала б приносити людям щастя, натомість призводить до екологічних катастроф, кровопролитних війн і до виникнення дефективних гібридів людей, тварин та рослин («Ще трохи пожити», «Кохати без шкіри», «Як троянський кінь»).
Письменник працював також у жанрі детективу. До детективно-фантастичних творів належить «Злочин великої людини». Суто реалістичні детективи — це «Розлучив вас назавжди» (1977) та «Бандити і поліцаї» (1982).
Наприкінці життя Голланек творив під впливом ностальгії за львівським минулим. 1988 року в альманаху опубліковано його короткі документальні твори «Ніч львівських професорів», «Мій домашній записник», «Перше вбивство шмаркача». 1990 року письменник разом із дружиною Евою видав перший після Другої світової війни польськомовний путівник по Львову «І побачити місто Львів…». Наступного року вийшла книжка спогадів про Личаків — дільницю Львова «Я з Личакова», а в 1997-му — книжка «Мудрагель: трагічна львівська оповідь». На думку критики, ці книжки — найкращі в доробку письменника.
Твори Адама Голланека перекладено болгарською, німецькою, російською, угорською та чеською мовами.

## Твори

### Повісті і романи
- Katastrofa na «Słońcu Antarktydy» (WP, W., wyd. 2 Śląsk, Kat., 1958) — «Катастрофа на „Сонці Антарктиди“»
- Zbrodnia wielkiego człowieka (Śląsk, Kat., 1960) — «Злочин великої людини»
- Jeszcze trochę pożyć (Iskry, W., 1975) — «Ще трохи пожити»
- Błysk milionów świec (Warszawa: Książka i Wiedza, 1975) — «Сяйво мільйонів свічок»
- Rozłączył was na zawsze (1977) — «Розлучив вас назавжди» (детективна повість під псевдонімом Мартин Яніна)
- Olśnienie (KAW, W., 1982) — «Осяяння» (дві повісті)
- Kochać bez skóry (KAW, W., 1983) — «Кохати без шкіри»
- I zobaczyć miasto Lwów… (Rzeszów: Krajowa Agencja Wydawnicza, 1990) — «І побачити місто Львів…» (путівник, у співавторстві з Евою Голланек)
- Księżna z Florencji (1988) — «Княжна з Флоренції»
- Topless (1990) — «Топлес»
- Ja z Łyczakowa (1991) — «Я з Личакова»
- Deska ratunku: Sceny wiedeńskie z Reginą i Mongołką (1994) — «Дошка порятунку: Віденські сцени з Регіною і Монголкою» (під псевдонімом Мартин Яніна)
- Pacałycha (1996) — «Пацалиха: спогади із Закопаного»
- Mudrahela: Tragiczna opowieść lwowska (1997) — «Мудрагель: трагічна львівська оповідь»
- Klucz do potęgi (?) — «Ключ до могутності» (під псевдонімом Мартин Яніна, для дітей)

### Збірки оповідань
- Plaża w Europie (Wydawnictwo Literackie, 1967) — «Пляж у Європі»
- Muzyka dla was, chłopcy (1975; opowiadania: Bart Szesnaście, Skasować drugie ja, Za wszelką cenę powrócić, Muzyka dla was, chłopcy) — «Музика для вас, хлопці»; оповідання: «Барт-шістнадцять», «Скасувати друге „я“», «За всяку ціну повернутися», «Музика для вас, хлопці»
- Ukochany z Księżyca (KAW, W., 1979), opowiadania: Ukochany z Księżyca, Jak koń trojański, Punkt, Aparat też chce żyć, Oni już tu są, Łazarzu wstań) — «Коханий із Місяця»; оповідання: «Коханий із Місяця», «Як троянський кінь», «Апарат теж хоче жити», «Вони вже тут», «Встань, Лазарю»
- Bandyci i policjanci (Spółdzielnia Wydawnicza «Czytelnik», 1982) — «Бандити і поліцаї»
- Noc lwowskich profesorów, Mój domowy notatnik, Pierwsze zabicie szczeniaka, Z podróżnej walizki; praca zbiorowa: Adam Hollanek, Jerzy Janicki, Maria Hejda, Piotr Pytlakowski, Stanisław Dulko (Warszawa: Krajowa Agencja Wydawnicza, 1988) — «Ніч львівських професорів», «Мій домашній записник», «Перше вбивство шмаркача», «З подорожньої валізки» (документалістика, інші автори — Єжи Яницький, Марія Гейда, Пйотр Питляковський і Станіслав Дудко)
- Skasować drugie ja (WL, Kr., 1989); opowiadania: Każdy może być Faustem, Skasować drugie ja, Jak koń trojański, Nie można go spalić, Muzyka dla was, chłopcy) — «Скасувати друге „я“»; оповідання: «Кожен може бути Фаустом», «Скасувати друге „я“», «Як троянський кінь», «Не можна його спалити», «Музика для вас, хлопці»
- Pies musi wystrzelić (Świat Książki, 2009) — «Пес мусить вистрелити»

### Науково-популярні книги
- Węgiel nasze czarne złoto (1954) — «Вугілля — наше чорне золото»
- Niewidzialne armie kapitulują (1954) — «Невидимі армії капітулюють»
- Woda, wielki budowniczy (Nasza Księgarnia, 1954) — «Вода — великий будівник»
- Sobotnie spotkania (1955) — «Суботні зустрічі»
- Skarby z połyskiem (1956) — «Скарби з полиском»
- Sprzedam śmierć (1961) — «Продам смерть»
- Skóra jaszczurcza (Iskry, 1965) — «Ящірча шкура»
- Lewooki cyklop (1966) — «Лівоокий циклоп»
- Nieśmiertelność na zamówienie? (1973) — «Безсмертя на замовлення?»
- Sposób na niewiadome (1978) — «Засіб проти невідомого»

### Есеї
- Geniusz na miarę epoki («Fantastyka» 3/86) — «Геній мірою епохи»
- A jednak romantyzm («Fantastyka» 2/88) — «А однак романтизм»

### Збірки поезій
- Pokuty (1987) — «Спокутування»
- Ja — koń, ja Żyd (1995) — «Я — кінь, я єврей»
- Landszafty (1996) — «Ландшафти»

## Нагороди і відзнаки
- 1978 — Премія президента Всесвітньої науково-фантастичної професіональної організації за роботу у «Фантастиці» та заслуги в галузі літератури
- 1986 — Премія Польської Академії наук за популяризування науки
- 1987 — Премія для найкращого письменника-фантаста Європейського товариства науково-фантастичної літератури
- Лицарський Хрест Ордена Відродження Польщі
- Офіцерський Хрест Ордена Відродження Польщі

## Зовнішні зв'язки
- Ks. Janusz Popławski. WSPOMNIENIE O ADAMIE. Cracovia-Leopolis, 2/1999 [Архівовано 30 грудня 2017 у Wayback Machine.]
- Adam Hollanek. Lwów złotych snów [Архівовано 26 грудня 2017 у Wayback Machine.]
- Adam Hollanek z Łyczakowa do fantastyki i z powrotem. Сайт газети «Rzeczpospolita», 04.10.2012. Прочитано 29.12.2017 [Архівовано 29 грудня 2017 у Wayback Machine.]
- Robert Ostaszewski. Pamiętajcie o Hollanku. Сайт газети «Poliiyka», 17.05.2010 [Архівовано 30 грудня 2017 у Wayback Machine.]
- Jerzy Janicki. Adam Hollanek: Ja z Łyczakowa. Kraków 1991, Wydawnictwo Literackie, s. 151 [Архівовано 5 лютого 2018 у Wayback Machine.]